# Świdnica (comune rurale)
Świdnica è un comune rurale polacco del distretto di Świdnica, nel voivodato della Bassa Slesia.
Ricopre una superficie di 208,28 km² e nel 2004 contava 15 227 abitanti.
Il capoluogo è Świdnica, che non fa parte del territorio ma costituisce un comune a sé.